# NGC 392
NGC 392 is een elliptisch sterrenstelsel in het sterrenbeeld Vissen. Het hemelobject ligt ongeveer 217 miljoen lichtjaar van de Aarde verwijderd en werd op 12 september 1884 ontdekt door de Duits-Britse astronoom William Herschel.

## Synoniemen
- PGC 4042
- UGC 700
- MCG 5-3-62
- ZWG 501.94